# مرسده شاهین‌کار
مرسده شاهین‌کار (زادهٔ ۱۳۶۳) فعال سیاسی ایرانی است که در سال ۲۰۲۳ همراه با افسون نجفی برنده جایزه ساخاروف به‌عنوان بخشی از جنبش زن، زندگی، آزادی شد. در خیزش ۱۴۰۱ ایران پس از کشته شدن مهسا امینی توسط رژیم ایران او با شلیک گلوله از سوی یکی از مأموران امنیتی چشم راستش را از دست داد. حکومت ایران او را «تهدیدی برای امنیت ملی» توصیف کرده است. در مارس سال ۲۰۲۳، به‌خاطر حفظ امنیت شخصی و فشار رو به افزایش رژیم، ایران را به مقصد آلمان ترک کرد تا کنش برای حقوق زنان ایرانی را ادامه دهد.

## آسیب چشمی

### رویداد
در تاریخ ۲۳ مهر ۱۴۰۱، مرسده و مادرش در خیابان ستارخان به معترضان پیوستند و علیه حکومت شعار دادند. حدود ساعت ۷:۳۰ شب نیروهای امنیتی، برخی پیاده و برخی موتورسوار، برای پراکنده کردن جمعیت حضور یافتند. یک مأمور با تفنگ پینت‌بال به چشمش شلیک کرد. مادرش که یک هفته قبل به پایش شلیک شده بود، همچنان آنتی‌بیوتیک و مسکن مصرف می‌کرد.

### پسایند
پس از این اتفاق، تصویر صورت خونین وی به‌سرعت در فضای مجازی پخش شد و در رسانه‌های اجتماعی و مورد توجه چشمگیری قرار گرفت. او متعاقباً ایران را با دختر یازده ساله‌اش ترک کرد.

## جوایز
در نوامبر ۲۰۲۳، او برنده جایزه موقوفه ملی برای دموکراسی شد. ماه بعدی، در دسامبر ۲۰۲۳ مرسده و افسون نجفی همراه با هم جایزه ساخاروف را به‌عنوان بخشی از جنبش زن، زندگی، آزادی برنده شدند. در سال ۲۰۲۴، جایزه آزادی پولیتیکن به وی اهدا شد.

## زندگی شخصی
مرسده مربی تناسب اندام است و به این رشته علاقه دارد.